# Androsace longifolia
Androsace longifolia är en viveväxtart som beskrevs av Porphir Kiril Nicolai Stepanowitsch Turczaninow. Androsace longifolia ingår i släktet grusvivor, och familjen viveväxter. Inga underarter finns listade i Catalogue of Life.